# Федеральные органы исполнительной власти
Федера́льные о́рганы исполни́тельной вла́сти — органы государственной власти Российской Федерации, выполняющие исполнительные функции государственного управления на федеральном уровне.
В статье представлен список федеральных органов исполнительной власти России, действующих после проведения административной реформы 2004 года, и их руководителей (кроме министерств и министров, которые по должности входят в состав Правительства России).
После даты назначения или освобождения от должности руководителей федеральных органов исполнительной власти стоит номер соответствующего указа или распоряжения Президента Российской Федерации (отмечены значком *), постановления или распоряжения Правительства Российской Федерации.
Упразднённые и преобразованные федеральные органы исполнительной власти выделены курсивом.
Федеральные органы исполнительной власти в списке расположены в хронологическом порядке по дате их создания.

## Государственная фельдъегерская служба Российской Федерации
Указом Президента Российской Федерации от 24 января 1995 г. № 67 Федеральное управление фельдъегерской связи при Министерстве связи Российской Федерации реорганизовано в Государственную фельдъегерскую службу Российской Федерации.
Упразднена Указом Президента Российской Федерации от 14 августа 1996 г. № 1177 (в соответствии с Указом Президента Российской Федерации от 6 сентября 1996 г. № 1326 Государственная фельдъегерская служба Российской Федерации преобразована в Государственную фельдъегерскую службу Российской Федерации Министерства связи Российской Федерации).
Указом Президента Российской Федерации от 17 мая 2000 г. № 867 Государственная фельдъегерская служба при Правительстве Российской Федерации преобразована в Государственную фельдъегерскую службу Российской Федерации.
- Андреев Валерий Валентинович, директор (24 января 1995 г., № 67* — 19 июля 1995 г., № 721*)
- Солкин Виктор Никонорович, исполнял обязанности по распоряжению Правительства РФ от 19.07.1995 г. № 1011-р, директор (9 августа 1995 г., № 838* — 14 февраля 1997 г., № 211-р)
- Черненко Андрей Григорьевич, директор (18 мая 2000 г., № 881* — 23 февраля 2002 г., № 233*)
- Корниенко Геннадий Александрович, директор (февраль 2002 г.[1] — 25 июня 2012 г., № 886*)
- Тихонов Валерий Владимирович, директор (с 25 июня 2012 г., № 888*)

## Служба внешней разведки Российской Федерации
Образована указом Президента РСФСР от 18 декабря 1991 г. № 293 как Служба внешней разведки РСФСР.
- Примаков Евгений Максимович, директор (26 декабря 1991 г., № 316* — 9 января 1996 г., № 23*)
- Трубников Вячеслав Иванович, директор (10 января 1996 г., № 29* — 7 мая 2000 г., № 837*)
- Лебедев Сергей Николаевич, директор (20 мая 2000 г., № 921* — 9 октября 2007 г., № 1348*)
- Фрадков Михаил Ефимович, директор (9 октября 2007 г., № 1349* — 5 октября 2016 г., № 490* от 22 сентября 2016 г.)
- Нарышкин Сергей Евгеньевич, директор (с 5 октября 2016 г., № 491* от 22 сентября 2016 г. / 14 мая 2024 г., № 385*)

## Федеральная служба безопасности Российской Федерации
Создана Указом Президента Российской Федерации от 21 декабря 1993 г. № 2233 как Федеральная служба контрразведки Российской Федерации.
Указом Президента Российской Федерации от 23 июня 1995 г. № 633 с 12 апреля 1995 г. переименована в Федеральную службу безопасности Российской Федерации.
- Голушко Николай Михайлович, Директор Федеральной службы контрразведки Российской Федерации (21 декабря 1993 г., № 2233* — 28 февраля 1994 г., № 399*)
- Степашин Сергей Вадимович, Директор Федеральной службы контрразведки Российской Федерации/директор Федеральной службы безопасности Российской Федерации (3 марта 1994 г., № 444* — 30 июня 1995 г., № 658*)
- Барсуков Михаил Иванович, директор (24 июля 1995 г., № 755* — 20 июня 1996 г., № 962*[4])
- Ковалев Николай Дмитриевич, директор (9 июля 1996 г., № 1022* — 25 июля 1998 г., № 885*)
- Путин Владимир Владимирович, директор (25 июля 1998 г., № 886* — 9 августа 1999 г., № 1011*[5])
- Патрушев Николай Платонович, директор (17 августа 1999 г., № 1068* — 7 мая 2000 г., № 837*; 18 мая 2000 г., № 873* — 12 мая 2008 г., № 749*)
- Бортников Александр Васильевич, директор (с 12 мая 2008 г., № 750* / 14 мая 2024 г., № 386*)

## Федеральная служба Российской Федерации по контролю за оборотом наркотиков
Указом Президента Российской Федерации от 11 марта 2003 г. № 306 Государственный комитет по противодействию незаконному обороту наркотических средств и психотропных веществ при Министерстве внутренних дел Российской Федерации преобразован в Государственный комитет Российской Федерации по контролю за оборотом наркотических средств и психотропных веществ.
Указом Президента Российской Федерации от 9 марта 2004 г. № 314 переименован в Федеральную службу Российской Федерации по контролю за оборотом наркотических средств и психотропных веществ.
Указом Президента Российской Федерации от 28 июля 2004 г. № 976 переименована в Федеральную службу Российской Федерации по контролю за оборотом наркотиков.
Упразднена Указом Президента Российской Федерации от 5 апреля 2016 г. № 156.
- Черкесов Виктор Васильевич, председатель Государственного комитета/директор Федеральной службы (11 марта 2003 г., № 314* — 12 мая 2008 г., № 752*)
- Иванов Виктор Петрович, директор (15 мая 2008 г., № 796* — 5 апреля 2016 г.[1])
- Зиновьев Валерий Владимирович, председатель ликвидационной комиссии (назначен распоряжением Правительства РФ от 26.06.2016 г. № 1026-р, освобождён от должности распоряжением Правительства РФ от 13.07.2016 г. № 1491-р)
- Яковлев Сергей Петрович, председатель ликвидационной комиссии (назначен распоряжением Правительства РФ от 13.07.2016 г. № 1491-р, освобождён от должности с 1 октября 2017 г. распоряжением Правительства РФ от 30.06.2017 г. № 1412-р)

## Федеральная служба охраны Российской Федерации
В 1991 г. образовано Главное управление охраны Российской Федерации.
Указом Президента Российской Федерации от 28 июля 1995 г. № 774 установлено, что Главное управление охраны Российской Федерации является объектом оперативного управления Службы безопасности Президента Российской Федерации.
Указом Президента Российской Федерации от 29 декабря 1995 г. № 1333 установлено, что Главное управление охраны Российской Федерации является федеральным органом исполнительной власти на правах государственного комитета Российской Федерации.
Указом Президента Российской Федерации от 19 июня 1996 г. № 938 Главное управление охраны Российской Федерации переименовано в Федеральную службу охраны Российской Федерации.
- Редкобородый Владимир Степанович, начальник Главного управления охраны Российской Федерации (1991—1992 гг.)
- Барсуков Михаил Иванович, начальник Главного управления охраны Российской Федерации — комендант Московского Кремля (12 июня 1992 г., № 617* — 24 июля 1995 г., № 755*)
- Крапивин Юрий Васильевич, начальник Главного управления/руководитель Федеральной службы (29 июля 1995 г., № 777* / 19 июня 1996 г., № 938* — 7 мая 2000 г., № 837*)
- Муров Евгений Алексеевич, руководитель Федеральной службы/директор Федеральной службы (18 мая 2000 г., № 875* / 21 ноября 2001 г., № 1343* — 26 мая 2016 г., № 255*)
- Кочнев Дмитрий Викторович, директор (с 26 мая 2016 г., № 256* / 14 мая 2024 г., № 388*)

## Главное управление специальных программ президента Российской Федерации
Указом президента Российской Федерации от 5 января 1994 г. Управление планирования и реализации специальных программ Администрации президента Российской Федерации преобразовано в Главное управление специальных программ президента Российской Федерации.
Указом президента Российской Федерации от 30 апреля 1998 г. № 483 Главное управление специальных программ президента Российской Федерации преобразовано из государственного органа в федеральный орган исполнительной власти.
- Фролов Василий Алексеевич, начальник (1994—1998 гг.)
- Зорин Виктор Михайлович, начальник (май 1998 г. — 7 мая 2000 г., № 837*)
- Царенко Александр Васильевич, начальник (31 мая 2000 г., № 997*[1] — 31 октября 2011 г., № 1442*)
- Рыжков Дмитрий Алексеевич, начальник (31 октября 2011 г., № 1443* — 10 марта 2014 г.[1])
- Меньщиков Владислав Владимирович, начальник (18 марта 2014 г., № 148* — 7 апреля 2015 г., № 180*)
- Линец Александр Леонидович, начальник (с 7 апреля 2015 г., № 181* / 14 мая 2024 г., № 389*)

## Управление делами президента Российской Федерации
Распоряжением президента Российской Федерации от 15 ноября 1993 г. № 735-рп Главное социально-производственное управление Администрации президента Российской Федерации преобразовано в Управление делами президента Российской Федерации.
Указом президента Российской Федерации от 2 августа 1995 г. № 797 установлено, что Управление делами президента Российской Федерации является федеральным органом исполнительной власти.
- Бородин Павел Павлович, управляющий делами (15 ноября 1993 г., № 735-рп* / 22 августа 1996 г., № 1234* — 10 января 2000 г., № 23*)
- Кожин Владимир Игоревич, управляющий делами (12 января 2000 г., № 31* — 7 мая 2000 г., № 837*; 18 мая 2000 г., № 878* / 9 июня 2012 г., № 788* — 12 мая 2014 г., № 327*)
- Колпаков Александр Сергеевич, управляющий делами (с 12 мая 2014 г., № 328*)

## Федеральная миграционная служба
Образована Указом Президента Российской Федерации от 9 марта 2004 г. № 314.
Упразднена Указом Президента Российской Федерации от 5 апреля 2016 г. № 156.
- Черненко Андрей Григорьевич, директор (3 июня 2004 г., № 716* / 19 июля 2004 г., № 944* — 20 июля 2005 г., № 822*)
- Ромодановский Константин Олегович, директор (20 июля 2005 г., № 823* — 9 июня 2011 г. № 748*; 9 июня 2011 г., № 749* / 2 августа 2012 г., № 1404-р — 9 августа 2016 г., № 1660-р)
- Смородин Николай Матвеевич, председатель ликвидационной комиссии (назначен распоряжением Правительства РФ от 26.05.2016 г. № 1025-р, освобожден от должности с 1 октября 2017 г. распоряжением Правительства РФ от 30.06.2017 г. № 1412-р.

## Федеральная служба по военно-техническому сотрудничеству
Указом Президента Российской Федерации от 9 марта 2004 г. № 314 Комитет Российской Федерации по военно-техническому сотрудничеству с иностранными государствами преобразован в Федеральную службу по военно-техническому сотрудничеству.
- Дмитриев Михаил Аркадьевич, директор (8 апреля 2004 г., № 512* — 23 мая 2012 г., № 706*)
- Фомин Александр Васильевич, директор (23 мая 2012 г., № 707* — 31 января 2017 г., № 42*)
- Шугаев Дмитрий Евгеньевич (с 31 января 2017 г., № 42*)

## Федеральная служба по оборонному заказу (Рособоронзаказ)
Указом Президента Российской Федерации от 9 марта 2004 г. № 314 Государственный комитет Российской Федерации по оборонному заказу при Министерстве обороны Российской Федерации преобразован в Федеральную службу по оборонному заказу.
Упразднена Указом Президента Российской Федерации от 8 сентября 2014 г. № 613.
- Бельянинов Андрей Юрьевич, директор (8 апреля 2004 г., № 514* — 11 мая 2006 г., № 475*)
- Маев Сергей Александрович, директор (22 июня 2006 г., № 619*[1] — 24 мая 2009 г., № 586*)
- Сухоруков Александр Петрович, директор (24 мая 2009 г., № 586* — 1 сентября 2011 г., № 1131*)
- Воробьёва Людмила Васильевна, директор (3 декабря 2011 г., № 1579* — 15 сентября 2012 г., № 1294*)
- Потапов Александр Валерьевич, директор (3 октября 2012 г., № 1832-р — 7 июля 2014 г., № 1241-р)
- Фесюк Даниил Валерьевич, исполнял обязанности по распоряжению Правительства РФ от 14.07.2014 г. № 1282-р, освобожден от должности распоряжением Правительства РФ от 17.01.2015 г. № 31-р.

## Федеральная служба по техническому и экспортному контролю
Указом Президента Российской Федерации от 9 марта 2004 г. № 314 Государственная техническая комиссия при Президенте Российской Федерации преобразована в Федеральную службу по техническому и экспортному контролю Российской Федерации.
Указом Президента Российской Федерации от 20 мая 2004 г. № 649 переименована в Федеральная служба по техническому и экспортному контролю.
- Григоров Сергей Иванович, директор (28 июля 2004 г., № 968* — 25 мая 2011 г, № 679*)
- Селин Владимир Викторович, директор (с 25 мая 2011 г., № 681*)

## Федеральное агентство специального строительства (Спецстрой России)
Указом Президента Российской Федерации от 9 марта 2004 г. № 314 Федеральная служба специального строительства Российской Федерации переименована в Федеральное агентство специального строительства.
Упразднено Указом Президента Российской Федерации от 29 декабря 2016 г. № 727.
- Аброськин Николай Павлович, директор (8 апреля 2004 г., № 511* — 22 апреля 2011 г., № 499*)
- Нагинский Григорий Михайлович, директор (22 апреля 2011 г., № 499* — 25 июля 2013 г., № 642*)
- Волосов Александр Иванович, директор (с 25 июля 2013 г., № 642*)
- Балакирева Марина Ивановна, председатель ликвидационной комиссии (назначена распоряжением Правительства РФ от 14.02.2017 г. № 259)

## Федеральная служба исполнения наказаний
В соответствии с Указом Президента Российской Федерации от 9 марта 2004 г. № 314 образована после принятия Федерального закона от 29 июня 2004 г. № 58-ФЗ.
- Калинин Юрий Иванович, директор (15 декабря 2004 г., № 1555* — 3 августа 2009 г., № 898*)
- Реймер Александр Александрович, директор (3 августа 2009 г., № 899* — 25 июня 2012 г., № 885*)
- Корниенко Геннадий Александрович, директор (25 июня 2012 г., № 886* — 30 сентября 2019 г., № 474*)
- Калашников Александр Петрович, директор (8 октября 2019 г., № 486* — 25 ноября 2021 г., № 674*)
- Гостев Аркадий Александрович, директор (с 25 ноября 2021 г., № 675*)

## Федеральная служба государственной регистрации, кадастра и картографии (Росреестр)
В соответствии с Указом Президента Российской Федерации от 9 марта 2004 г. № 314 образована как Федеральная регистрационная служба после принятия Федерального закона от 29 июня 2004 г. № 58-ФЗ.
Указом Президента Российской Федерации от 25 декабря 2008 г. № 1847 преобразована в Федеральную службу государственной регистрации, кадастра и картографии.
- Мовчан Сергей Николаевич, директор Федеральной службы — главный государственный регистратор РФ (1 декабря 2004 г., № 1489* — 19 марта 2007 г., № 363*)
- Васильев Сергей Васильевич, директор Федеральной службы — главный государственный регистратор РФ / руководитель Федеральной службы — главный государственный регистратор РФ (9 апреля 2007 г., № 445* / 21 июля 2008 г., № 1034-р — 9 октября 2012 г., № 1880-р)[7]
- Антипина Наталья Николаевна, исполняла обязанности руководителя по распоряжению Правительства РФ от 09.10.2012 г. № 1881-р, руководитель (29 ноября 2012 г., № 2210-р — 27 марта 2014 г., № 466-р)
- Васильев Игорь Владимирович, руководитель (27 марта 2014 г., № 467-р — 28 июля 2016 г., № 1610-р)
- Приданкин Андрей Борисович, исполнял обязанности руководителя по распоряжению Правительства РФ от 30.07.2016 г. № 1624-р,
- Абрамченко Виктория Валериевна, заместитель Министра экономического развития РФ — руководитель (11 октября 2016 г., № 2141-р — 21 января 2020 г., № 27*)
- Скуфинский Олег Александрович, руководитель (с 22 января 2020 г., № 55-р)

## Федеральная служба судебных приставов
В соответствии с Указом Президента Российской Федерации от 9 марта 2004 г. № 314 образована после принятия Федерального закона от 29 июня 2004 г. № 58-ФЗ.
- Винниченко Николай Александрович, директор Федеральной службы — главный судебный пристав РФ (21 октября 2004 г., № 1343* — 8 декабря 2008 г., № 1749*)
- Парфенчиков Артур Олегович, директор Федеральной службы — главный судебный пристав РФ (29 декабря 2008 г., № 1877* — 15 февраля 2017 г., № 66*)
- Аристов Дмитрий Васильевич, директор Федеральной службы — главный судебный пристав РФ (с 20 марта 2017 г., № 118*)

## Федеральная служба по надзору в сфере защиты прав потребителей и благополучия человека (Роспотребнадзор)
Образована Указом Президента Российской Федерации от 9 марта 2004 г. № 314.
- Онищенко Геннадий Григорьевич, руководитель (12 марта 2004 г., № 342-р — 23 октября 2013 г., № 1930-р)
- Попова Анна Юрьевна, исполняла обязанности по распоряжению Правительства РФ от 23.10.2013 г. № 1931-р, руководитель (с 10 апреля 2014 г., № 571-р)

## Федеральная служба по надзору в сфере здравоохранения (Росздравнадзор)
Образована Указом Президента Российской Федерации от 9 марта 2004 г. № 314 как Федеральная служба по надзору в сфере здравоохранения и социального развития.
Указом Президента Российской Федерации от 21 мая 2012 г. № 636 переименована в Федеральную службу по надзору в сфере здравоохранения.
- Хабриев Рамил Усманович, руководитель (25 марта 2004 г., № 406-р — 5 марта 2007 г., № 255-р)
- Юргель Николай Викторович, руководитель (9 марта 2007 г., № 258-р — 6 февраля 2010 г., № 152-р)
- Тельнова Елена Алексеевна, исполняла обязанности руководителя ведомства, февраль 2010 г. — март 2013 г.
- Мурашко Михаил Альбертович исполнял обязанности руководителя согласно приказу Минздрава РФ от 07.03.2013 г. № 7-тк, руководитель (14 июля 2015 г., № 1362-р — 21 января 2020 г., № 41*)
- Самойлова Алла Владимировна, руководитель (с 9 апреля 2020 г., № 945-р)

## Федеральная служба по труду и занятости (Роструд)
Образована Указом Президента Российской Федерации от 9 марта 2004 г. № 314.
- Топилин Максим Анатольевич, руководитель (29 марта 2004 г., № 417-р[8] — 31 июля 2008 г., № 1112-р)
- Герций Юрий Викторович, руководитель (31 июля 2008 г., № 1113-р — 4 апреля 2013 г., № 516-р)
- Вуколов Всеволод Львович, руководитель (5 апреля 2013 г., № 518-р — 6 апреля 2019 г., № 644-р)
- Иванков Михаил Юрьевич, руководитель (с 6 апреля 2019 г., № 645-р)

## Федеральное агентство по здравоохранению и социальному развитию
Образовано Указом Президента Российской Федерации от 9 марта 2004 г. № 314.
Упразднено Указом Президента Российской Федерации от 12 мая 2008 г. № 724.
- Прохоров Вячеслав Александрович, руководитель (20 марта 2004 г., № 388-р — 20 декабря 2006 г., № 1790-р)
- Беленков Юрий Никитич, руководитель (21 декабря 2006 г., № 1791-р — 11 сентября 2008 г., № 1304-р)
- Саволайнен Надежда Борисовна, председатель ликвидационной комиссии ведомства (назначена распоряжением Правительства РФ от 02.06.2008 г. № 794-р, освобождена от должности приказом Минздравсоцразвития РФ от 24.07.2008 г. № 234-лс)

## Федеральное агентство по физической культуре и спорту
Образовано Указом Президента Российской Федерации от 9 марта 2004 г. № 314 как Федеральное агентство по физической культуре, спорту и туризму.
Указом Президента Российской Федерации от 18 ноября 2004 г. № 1453 преобразовано в Федеральное агентство по физической культуре и спорту.
Упразднено Указом Президента Российской Федерации от 7 октября 2008 г. № 1445.
- Фетисов Вячеслав Александрович, руководитель (12 марта 2004 г., № 341-р / 19 ноября 2004 г., № 1495-р — 19 ноября 2008 г., № 1674-р)
- Соколов Александр Сергеевич, председатель ликвидационной комиссии ведомства (назначен распоряжением Правительства РФ от 05.12.2008 г. № 1815-р, освобожден от должности распоряжением Правительства РФ от 19.08.2009 г. № 1176-р)

## Федеральное архивное агентство (Росархив)
Указом Президента Российской Федерации от 9 марта 2004 г. № 314 Федеральная архивная служба России преобразована в Федеральное архивное агентство.
- Козлов Владимир Петрович, руководитель (13 марта 2004 г., № 360-р — 19 августа 2009 г. № 1184-р)
- Артизов Андрей Николаевич, исполнял обязанности согласно приказу Минкульта РФ от 21.09.2009 г. № 328-ок, руководитель (с 14 декабря 2009 г., № 1943-р / 4 апреля 2016 г., № 152*)

## Федеральное агентство по культуре и кинематографии
Образовано Указом Президента Российской Федерации от 9 марта 2004 г. № 314.
Упразднено Указом Президента Российской Федерации от 12 мая 2008 г. № 724.
- Швыдкой Михаил Ефимович, руководитель (13 марта 2004 г., № 361-р — 7 июня 2008 г., № 823-р)

## Федеральное агентство по печати и массовым коммуникациям (Роспечать)
Образовано Указом Президента Российской Федерации от 9 марта 2004 г. № 314.
Упразднено Указом Президента Российской Федерации от 20 ноября 2020 г. № 719.
- Сеславинский Михаил Вадимович, руководитель (18 марта 2004 г., № 373-р — 26 апреля 2021 г., № 1053-р)

## Федеральная служба по интеллектуальной собственности (Роспатент)
Указом Президента Российской Федерации от 9 марта 2004 г. № 314 Российское агентство по патентам и товарным знакам преобразовано в Федеральную службу по интеллектуальной собственности, патентам и товарным знакам.
Указом Президента Российской Федерации от 24 мая 2011 г. № 673 переименована в Федеральную службу по интеллектуальной собственности.
- Симонов Борис Петрович, руководитель (20 марта 2004 г., № 389-р — 19 августа 2014 г., № 1562-р)
- Кирий Любовь Леонидовна, исполняла обязанности руководителя ведомства по распоряжению Правительства РФ от 19.08.2014 г. № 1563-р
- Ивлиев Григорий Петрович, руководитель (31 июля 2015 г., № 1482-р — 17 февраля 2022 г., № 270-р)
- Зубов Юрий Сергеевич, руководитель (с 17 февраля 2022 г., № 270-р)

## Федеральная служба по надзору в сфере образования и науки (Рособрнадзор)
Образована Указом Президента Российской Федерации от 9 марта 2004 г. № 314.
- Болотов Виктор Александрович, руководитель (13 марта 2004 г., № 359-р — 28 марта 2008 г., № 395-р)
- Глебова Любовь Николаевна, руководитель (28 марта 2008 г., № 396-р — 1 ноября 2012 г., № 2018-р)
- Муравьёв Иван Александрович, руководитель (3 ноября 2012 г., № 2055 — 31 июля 2013 г., № 1354-р)
- Кравцов Сергей Сергеевич, руководитель (8 августа 2013 г., № 1393-р / 24 мая 2018 г., № 974-р — 21 января 2020 г., № 39*)
- Музаев Анзор Ахмедович, исполнял обязанности руководителя по распоряжению Правительства РФ от 13.02.2020 г. № 271-р, руководитель (с 18 августа 2020 г., № 2123-р)

## Федеральное агентство по науке и инновациям (Роснаука)
Образовано Указом Президента Российской Федерации от 9 марта 2004 г. № 314 как Федеральное агентство по науке.
Указом Президента Российской Федерации от 20 мая 2004 г. № 649 преобразовано в Федеральное агентство по науке и инновациям.
Упразднено Указом Президента Российской Федерации от 4 марта 2010 года № 271.
- Мазуренко Сергей Николаевич, руководитель (13 марта 2004 г., № 358-р / 9 июня 2004 г., № 777-р — 25 марта 2010 г., № 405-р)

## Федеральное агентство по образованию (Рособразование)
Образовано Указом Президента Российской Федерации от 9 марта 2004 г. № 314.
Упразднено Указом Президента Российской Федерации от 4 марта 2010 г. № 271.
- Балыхин Григорий Артемович, руководитель (13 марта 2004 г., № 357-р — 4 октября 2007 г., № 1345-р)
- Булаев Николай Иванович, руководитель (4 октября 2007 г., № 1346-р — 13 апреля 2010 г., № 527-р)

## Федеральная служба по надзору в сфере природопользования (Росприроднадзор)
Образована Указом Президента Российской Федерации от 9 марта 2004 г. № 314 как Федеральная служба по надзору в сфере экологии и природопользования.
Указом Президента Российской Федерации от 20 мая 2004 г. № 649 преобразована в Федеральную службу по надзору в сфере природопользования.
- Волох Вячеслав Иванович, руководитель (22 марта 2004 г., № 392-р / 22 июня 2004 г., № 855-р — 14 мая 2005 г., № 586-р)
- Мурзин Ринат Раупович, исполнял обязанности согласно приказу Минприроды России от 02.06.2005 г. № 468-К
- Сай Сергей Иванович, руководитель (10 июня 2005 г., № 754-р — 21 января 2008 г., № 36-р)
- Кириллов Владимир Владимирович, руководитель (21 января 2008 г., № 37-р — 27 ноября 2014 г., № 2368-р)
- Амирханов Амирхан Магомедович, исполнял обязанности руководителя ведомства по распоряжению Правительства РФ от 09.12.2014 г. № 2493-р
- Сидоров Артём Георгиевич, заместитель Министра природных ресурсов и экологии — руководитель (10 сентября 2015 г., № 1768-р — 2 июля 2018 г., № 1346-р)
- Амирханов Амирхан Магомедович, исполнял обязанности руководителя ведомства с 04.07.2018 г. по Приказу Министра природных ресурсов и экологии РФ
- Радионова Светлана Геннадьевна, руководитель (с 24 декабря 2018 г., № 2923-р).

## Федеральное агентство водных ресурсов (Росводресурсы)
Образовано Указом Президента Российской Федерации от 9 марта 2004 г. № 314.
- Хамитов Рустэм Закиевич, руководитель (22 марта 2004 г., № 393-р — 20 мая 2009 г., № 694-р)
- Селивёрстова Марина Валерьевна, руководитель (15 июля 2009 г., № 965-р — 9 июня 2016 г., № 1147-р)
- Никаноров Вадим Анатольевич, временно исполнял обязанности руководителя ведомства согласно распоряжению Правительства РФ от 09.06.2016 г. № 1148-р
- Кириллов Дмитрий Михайлович, руководитель (с 25 февраля 2019 г., № 285-р)

## Федеральное агентство лесного хозяйства (Рослесхоз)
Образовано Указом Президента Российской Федерации от 9 марта 2004 г. № 314.
- Рощупкин Валерий Павлович, руководитель (27 марта 2004 г., № 409-р — 26 мая 2008 г., № 739-р)
- Савинов Алексей Иванович, руководитель (26 мая 2008 г., № 741-р — 20 августа 2010 г., № 1397-р)
- Масляков Виктор Николаевич, руководитель (20 августа 2010 г., № 1398-р — 13 апреля 2013 г., № 604-р)
- Лебедев Владимир Альбертович, заместитель Министра природных ресурсов и экологии РФ — руководитель (15 апреля 2013 г., № 605-р — 9 октября 2014 г., № 2004-р)
- Валентик Иван Владимирович, заместитель Министра природных ресурсов и экологии РФ — руководитель (27 октября 2014 г., № 2135-р — 2 июля 2019 г., № 1428-р)
- Клинов Михаил Юрьевич, исполнял обязанности руководителя с 5 июля по 30 сентября 2019 г.
- Аноприенко Сергей Михайлович, заместитель Министра природных ресурсов и экологии РФ — руководитель (30 сентября 2019 г., № 2210-р — 12 апреля 2021 г., № 950-р)
- Советников Иван Васильевич, руководитель (с 12 апреля 2021 г., № 951-р)

## Федеральное агентство по недропользованию (Роснедра)
Образовано Указом Президента Российской Федерации от 9 марта 2004 г. № 314.
- Ледовских Анатолий Алексеевич, руководитель (23 марта 2004 г., № 397-р — 5 мая 2012 г., № 726-р)
- Попов Александр Павлович, руководитель (5 мая 2012 г., № 727-р — 4 июля 2013 г., № 1135-р)
- Пак Валерий Анатольевич, заместитель Министра природных ресурсов и экологии РФ — руководитель (4 июля 2013 г., № 1136-р — 9 сентября 2015 г., № 1752-р)
- Киселёв Евгений Аркадьевич, исполнял обязанности руководителя согласно распоряжению Правительства РФ от 09.09.2015 № 1753-р, заместитель Министра природных ресурсов и экологии РФ — руководитель (13 января 2016 г., № 6-р — 25 июня 2021 г., № 1717-р)
- Петров Евгений Игнатьевич, исполнял обязанности руководителя согласно распоряжению Правительства РФ от 25.06.2021 № 1718-р, руководитель (с 11 ноября 2021 г., № 3154-р)

## Федеральная служба по атомному надзору
Указом Президента Российской Федерации от 9 марта 2004 г. № 314 Федеральный надзор России по ядерной и радиационной безопасности переименован в Федеральную службу по атомному надзору.
Указом Президента Российской Федерации от 20 мая 2004 г. № 649 Федеральная служба по технологическому надзору и Федеральная служба по атомному надзору преобразованы в Федеральную службу по экологическому, технологическому и атомному надзору.
- Малышев Андрей Борисович, руководитель (12 марта 2004 г., № 333-р — 1 июля 2004 г., № 904-р)

## Федеральное агентство по техническому регулированию и метрологии (Росстандарт)
Указом Президента Российской Федерации от 9 марта 2004 г. № 314 Государственный комитет Российской Федерации по стандартизации и метрологии преобразован в Федеральную службу по техническому регулированию и метрологии.
Указом Президента Российской Федерации от 20 мая 2004 г. № 649 преобразована в Федеральное агентство по техническому регулированию и метрологии.
- Элькин Григорий Иосифович, руководитель (8 апреля 2004 г., № 441-р / 27 мая 2004 г., № 717-р — 9 июля 2014 г., № 1251-р)
- Абрамов Алексей Владимирович, руководитель (9 июля 2014 г., № 1252-р — 28 декабря 2020 г., 3575-р)
- Шалаев Антон Павлович, руководитель (с 28 декабря 2020 г., 3576-р)

## Федеральная служба по технологическому надзору
Указом Президента Российской Федерации от 9 марта 2004 г. № 134 Федеральный горный и промышленный надзор России преобразован в Федеральную службу по технологическому надзору.
Указом Президента Российской Федерации от 20 мая 2004 г. № 649 Федеральная служба по технологическому надзору и Федеральная служба по атомному надзору преобразованы в Федеральную службу по экологическому, технологическому и атомному надзору.
- Кульечев Владимир Михайлович, руководитель (23 марта 2004 г., № 398-р — 20 октября 2005 г., № 1763-р)

## Федеральное агентство по атомной энергии
Образовано Указом Президента Российской Федерации от 9 марта 2004 г. № 314.
Упразднено Указом Президента Российской Федерации от 20 марта 2008 г. № 369.
- Румянцев Александр Юрьевич, руководитель (12 марта 2004 г., № 334-р — 15 ноября 2005 г., № 1928-р)
- Кириенко Сергей Владиленович, руководитель (15 ноября 2005 г., № 1929-р — 4 февраля 2008 г., № 99-р)
- Каменских Иван Михайлович, исполняющий обязанности руководителя (4 февраля 2008 г., № 100-р — 15 апреля 2008 г., № 491-р)

## Федеральное космическое агентство (Роскосмос)
Указом Президента Российской Федерации от 9 марта 2004 г. № 314 Российское авиационно-космическое агентство преобразовано в Федеральное космическое агентство.
Упразднено с 1 января 2016 года по Указу Президента Российской Федерации от 28 декабря 2015 г. № 666.
- Перминов Анатолий Николаевич, руководитель (12 марта 2004 г., № 335-р — 28 апреля 2011 г., № 748-р)
- Поповкин Владимир Александрович, руководитель (29 апреля 2011 г., № 749-р — 10 октября 2013 г., № 1839-р)
- Остапенко Олег Николаевич, руководитель (10 октября 2013 г., № 1840-р — 21 января 2015 г., № 59-р)
- Комаров Игорь Анатольевич, руководитель (21 января 2015 г., № 60-р — 8 августа 2015 г., № 1527-р)
- Иванов Александр Николаевич, исполняющий обязанности руководителя (20 августа 2015 г., № 1609-р — 1 февраля 2016 г., № 129-р)
- Лысков Денис Владимирович, председатель ликвидационной комиссии ведомства (назначен распоряжением Правительства РФ от 19.01.2016 г. № 30-р, освобождён от должности 30 апреля 2017 г. по распоряжению Правительства РФ от 03.12.2016 № 2571-р)

## Федеральное агентство по промышленности
Образовано Указом Президента Российской Федерации от 9 марта 2004 г. № 314.
Упразднено Указом Президента Российской Федерации от 12 мая 2008 г. № 724.
- Алешин Борис Сергеевич, руководитель (12 марта 2004 г., № 336-р — 10 сентября 2007 г., № 1203-р)
- Дутов Андрей Владимирович, исполнял обязанности руководителя согласно приказу Минпромэнерго РФ от 11.09.2007 г. № 1972-к, руководитель (8 октября 2007 г., № 1377-р — 6 октября 2008 г., № 1447-р)

## Федеральное агентство по строительству и жилищно-коммунальному хозяйству (Госстрой)
Указом Президента Российской Федерации от 9 марта 2004 г. № 314 Государственный комитет Российской Федерации по строительству и жилищно-коммунальному комплексу преобразован в Федеральное агентство по строительству и жилищно-коммунальному хозяйству.
Упразднено Указом Президента Российской Федерации от 12 мая 2008 г. № 724.
Вновь образовано Указом Президента Российской Федерации от 21 мая 2012 г. № 636.
Указом Президента Российской Федерации от 1 ноября 2013 г. № 819 преобразовано в Министерство строительства и жилищно-коммунального хозяйства.
- Аверченко Владимир Александрович, руководитель (23 марта 2004 г., № 399-р — 14 июля 2005 г., № 991-р)
- Круглик Сергей Иванович, руководитель (15 июля 2005 г., № 1000-р — 22 октября 2007 г., № 1464-р)
- Бланк Владимир Викторович, исполнял обязанности согласно приказу Минрегионразвития РФ от 23.10.2007 г. № 1073-к
- Шубина Татьяна Ивановна, председатель ликвидационной комиссии ведомства (назначена распоряжением Правительства РФ от 02.06.2008 г. № 795-р, освобождена от должности с 1 сентября 2009 г. по распоряжению Правительства РФ от 27.04.2009 г. № 567-р)
- Коган Владимир Игоревич, заместитель Министра регионального развития РФ — руководитель (11 июля 2012 г., № 1227-р — 24 декабря 2012 г., № 2510-р)
- Донато Игорь Олегович, исполнял обязанности руководителя ведомства с 9 января до 30 января 2013 г.
- Токарев Владимир Александрович, заместитель Министра регионального развития РФ — руководитель (6 апреля 2013 г., № 521-р — 2 декабря 2013 г., № 2236-р)

## Федеральное агентство по энергетике
Образовано Указом Президента Российской Федерации от 9 марта 2004 г. № 314.
Упразднено Указом Президента Российской Федерации от 12 мая 2008 г. № 724.
- Оганесян Сергей Арамович, руководитель (12 марта 2004 г., № 337-р — 1 октября 2007 г., № 1324-р)
- Аханов Дмитрий Сергеевич, руководитель (27 октября 2007 г., № 1501-р — 15 августа 2008 г., № 1183-р)

## Федеральная служба по ветеринарному и фитосанитарному надзору (Россельхознадзор)
Образована Указом Президента Российской Федерации от 9 марта 2004 г. № 314.
- Данкверт Сергей Алексеевич, руководитель (с 12 марта 2004 г., № 340-р)

## Федеральное агентство по рыболовству (Росрыболовство)
Образовано Указом Президента Российской Федерации от 9 марта 2004 г. № 314.
Указом Президента Российской Федерации от 24 сентября 2007 г. № 1274 преобразовано в Государственный комитет Российской Федерации по рыболовству.
Указом Президента Российской Федерации от 12 мая 2008 г. № 724 Государственный комитет Российской Федерации по рыболовству преобразован в Федеральное агентство по рыболовству.
- Ильясов Станислав Валентинович, руководитель (25 марта 2004 г., № 402-р — 24 мая 2007 г., № 657-р)
- Крайний Андрей Анатольевич, руководитель (24 мая 2007 г., № 658-р — 8 октября 2007 г., № 1375-р; 12 июня 2008 г., № 842-р — 27 марта 2014 г., № 460-р)
- Шестаков Илья Васильевич, заместитель Министра сельского хозяйства РФ — руководитель (с 17 января 2014 г., № 24-р / 30 января 2021 г., № 207-р)

## Федеральное агентство по сельскому хозяйству
Образовано Указом Президента Российской Федерации от 9 марта 2004 г. № 314.
Упразднено Указом Президента Российской Федерации от 3 октября 2005 г. № 1158.
- Михалев Анатолий Андреевич, руководитель (18 марта 2004 г., № 374-р — 28 декабря 2005 г., № 2325-р)

## Федеральная служба по надзору в сфере связи
Образована Указом Президента Российской Федерации от 9 марта 2004 г. № 314.
Указом Президента Российской Федерации от 12 марта 2007 г. № 320 Федеральная служба по надзору в сфере связи и Федеральная служба по надзору за соблюдением законодательства в сфере массовых коммуникаций и охране культурного наследия преобразованы в Федеральную службу по надзору в сфере массовых коммуникаций, связи и охраны культурного наследия.
- Бугаенко Валерий Николаевич, руководитель (18 марта 2004 г., № 375-р — 20 июня 2007 г., № 795-р)

## Федеральная служба по надзору в сфере транспорта (Ространснадзор)
Образована Указом Президента Российской Федерации от 9 марта 2004 г. № 314.
- Нерадько Александр Васильевич, руководитель (16 марта 2004 г., № 368-р — 4 октября 2005 г., № 1561-р)
- Салеев Валерий Николаевич, руководитель (12 октября 2005 г., № 1641-р — 16 января 2007 г., № 33-р)
- Курзенков Геннадий Кузьмич, руководитель (16 января 2007 г., № 34-р — 13 октября 2008 г., № 1484-р)
- Лямов Николай Сергеевич, исполнял обязанности согласно приказу Минтранса России от 21.10.2008 г. № 1011-к, освобожден от должности распоряжением Правительства РФ от 07.07.2009 г. № 902-р
- Жуков Андрей Викторович, исполняющий обязанности согласно приказу Минтранса России от 28.08.2009 г. № 889-к
- Курзенков Геннадий Кузьмич, руководитель (14 декабря 2009 г., № 1949-р — 7 февраля 2011 г., № 147-р)
- Касьянов Александр Иванович, руководитель (15 февраля 2011 г., № 209-р — 20 июля 2015 г., № 1405-р)
- Дитрих Евгений Иванович, руководитель (20 июля 2015 г., № 1406-р — 12 октября 2015 г., № 2039-р)
- Сарицкий Сергей Николаевич, исполняющий обязанности согласно приказу Минтранса России от 14.10.2015 г. № 1038/к
- Басаргин Виктор Фёдорович, руководитель (10 февраля 2017 г., № 240-р — 2 апреля 2025 г., № 782-р)
- Гулин Виктор Борисович, исполняющий обязанности руководителя (с 2 апреля 2025 г., № 783-р)

## Федеральное агентство воздушного транспорта (Росавиация)
Образовано Указом Президента Российской Федерации от 9 марта 2004 г. № 314.
- Шипиль Николай Владимирович, руководитель (18 марта 2004 г., № 376-р — 22 июня 2005 г., № 847-р)
- Юрчик Александр Алексеевич, исполнял обязанности по распоряжению Правительства РФ от 15.07.2005 г. № 1001-р, руководитель (12 октября 2005 г., № 1642-р — 7 апреля 2007 г., № 405-р)
- Бачурин Евгений Викторович, руководитель (7 апреля 2007 г., № 406-р — 13 октября 2008 г., № 1483-р)
- Курзенков Геннадий Кузьмич, руководитель (13 октября 2008 г., № 1484-р — 14 декабря 2009 г., № 1949-р)
- Нерадько Александр Васильевич, первый заместитель Министра транспорта РФ — руководитель (14 декабря 2009 г., № 1950-р / 21 января 2021 г., № 89-р — 15 сентября 2023 г., № 2487-р)
- Ядров Дмитрий Викторович, руководитель (с 15 сентября 2023 г., № 2488-р)

## Федеральное дорожное агентство (Росавтодор)
Образовано Указом Президента Российской Федерации от 9 марта 2004 г. № 314.
- Насонов Анатолий Павлович, руководитель (16 марта 2004 г., № 369-р — 16 августа 2004 г., № 1070-р)
- Букреев Виктор Александрович, исполнял обязанности по распоряжению Правительства РФ от 21.08.2004 г. № 1102-р
- Белозеров Олег Валентинович, руководитель (9 ноября 2004 г., № 1429-р — 17 марта 2009 г., № 329-р)
- Чабунин Анатолий Михайлович, руководитель (17 марта 2009 г., № 330-р — 15 ноября 2012 г., № 2100-р)
- Старовойт Роман Владимирович, руководитель (15 ноября 2012 г., № 2101-р — 27 сентября 2018 г., № 2040-р)
- Костюк Андрей Александрович, заместитель Министра транспорта РФ — руководитель (27 сентября 2018 г., № 2041-р — 21 января 2021 г., № 85-р)
- Новиков Роман Витальевич, исполнял обязанности руководителя ведомства согласно распоряжению Правительства РФ от 30.01.2021 № 206-р), руководитель (с 17 мая 2021 г., № 1270-р)

## Федеральное агентство железнодорожного транспорта (Росжелдор)
Образовано Указом Президента Российской Федерации от 9 марта 2004 г. № 314.
- Акулов Михаил Павлович, руководитель (16 марта 2004 г., № 370-р — 26 ноября 2005 г., № 2046-р)
- Шенфельд Константин Петрович, исполнял обязанности по распоряжению Правительства РФ от 17.12.2005 г. № 2234-р
- Ромашов Игорь Валерьевич, руководитель (5 июля 2006 г., № 966-р — 7 февраля 2008 г., № 124-р)
- Лушников Алан Валерьевич, исполнял обязанности согласно приказу Минтранса России от 15.02.2008 г. № 146-к
- Петраков Геннадий Петрович, руководитель (25 августа 2008 г., № 1236-р — 21 декабря 2011 г., № 2289-р)
- Цыденов Алексей Самбуевич, руководитель (22 декабря 2011 г., № 2318-р — 13 июня 2012 г., № 958-р)
- Чепец Владимир Юрьевич, исполнял обязанности руководителя ведомства с 14 июня 2012 года, руководитель (14 июня 2017 г., № 1241-р — 29 мая 2020 г., № 1434-р)
- Токарев Владимир Александрович, заместитель Министра транспорта — руководитель (29 мая 2020 г., № 1435-р — 21 января 2021 г., № 87-р)
- Дружинин Алексей Александрович, руководитель (с 28 января 2022 г., № 105-р)

## Федеральное агентство морского и речного транспорта (Росморречфлот)
Образовано Указом Президента Российской Федерации от 9 марта 2004 г. № 314.
- Рукша Вячеслав Владимирович, руководитель (18 марта 2004 г., № 377-р — 3 сентября 2005 г., № 1350-р)
- Давыденко Александр Александрович, руководитель (3 сентября 2005 г., № 1351-р — 9 июня 2015 г., № 1057-р)
- Горелик Сергей Павлович, исполнял обязанности руководителя ведомства с 9 июня 2015 до 8 февраля 2016 года
- Олерский Виктор Александрович, заместитель Министра транспорта РФ — руководитель (8 февраля 2016 г., № 179-р — 21 июня 2018 г., № 1242-р)
- Цветков Юрий Александрович, заместитель Министра транспорта РФ — руководитель (2 августа 2018 г., № 1606-р — 26 ноября 2019 г., № 2800-р)
- Пошивай Александр Иванович, исполнял обязанности руководителя ведомства с 26 ноября 2019 года, руководитель (6 марта 2020 г., № 531-р — 21 января 2021 г., № 86-р)
- Лаврищев, Андрей Васильевич, руководитель (21 января 2021 г., № 88-р — 29 августа 2022 г., № 2457-р)
- Джиоев Захарий Тенгизович, руководитель (29 августа 2022 г., № 2458-р — 29 марта 2024 г., № 738-р)
- Тарасенко Андрей Владимирович, руководитель (с 29 марта 2024 г., № 739-р)

## Федеральное агентство связи (Россвязь)
Образовано Указом Президента Российской Федерации от 9 марта 2004 г. № 314.
Упразднено Указом Президента Российской Федерации от 20 ноября 2020 г. № 719.
- Милованцев Дмитрий Александрович, руководитель (18 марта 2004 г., № 378-р — 9 июля 2004 г., № 931-р)
- Бескоровайный Андрей Владимирович, руководитель (10 июня 2005 г., № 755-р — 20 июня 2007 г., № 794-р)
- Бугаенко Валерий Николаевич, руководитель (20 июня 2007 г., № 795-р — умер 29 июня 2011 г.)
- Мальянов Сергей Анатольевич, исполнял обязанности согласно приказу Минкомсвязи России от 30.06.2011 г. № 312-к, освобожден от должности согласно приказу Минкомсвязи России от 15.03.2012 г. № 79-к
- Шелихов Владимир Васильевич, исполнял обязанности руководителя ведомства с 16 марта 2012 г. согласно приказу Минкомсвязи России от 15.03.2012 г. № 79-к
- Духовницкий Олег Геннадьевич, руководитель (23 апреля 2012 г., № 632-р — 21 января 2021 г., № 72-р).

## Федеральная налоговая служба
Указом Президента Российской Федерации от 9 марта 2004 г. № 314 Министерство Российской Федерации по налогам и сборам преобразовано в Федеральную налоговую службу.
- Сердюков Анатолий Эдуардович, руководитель (27 июля 2004 г., № 999-р — 19 февраля 2007 г., № 201-р)
- Мокрецов Михаил Павлович, руководитель (21 февраля 2007 г., № 202-р — 6 апреля 2010 г., № 506-р)
- Мишустин Михаил Владимирович, руководитель (6 апреля 2010 г., № 507-р — 16 января 2020 г., № 17*)
- Егоров Даниил Вячеславович, руководитель (с 17 января 2020 г., № 21-р)

## Федеральная служба страхового надзора (Росстрахнадзор)
Образована Указом Президента Российской Федерации от 9 марта 2004 г. № 314.
Указом Президента Российской Федерации от 4 марта 2011 г. № 270 Федеральная служба страхового надзора присоединена к Федеральной службе по финансовым рынкам.
- Ломакин-Румянцев Илья Вадимович, руководитель (24 марта 2004 г., № 401-р — 23 марта 2009 г., № 402-р)
- Коваль Александр Павлович, руководитель (13 апреля 2009 г., № 493-р — 27 января 2012 г., № 47-р)

## Федеральная служба финансово-бюджетного надзора (Росфиннадзор)
Образована Указом Президента Российской Федерации от 9 марта 2004 г. № 314.
Упразднена Указом Президента Российской Федерации от 2 февраля 2016 г. № 41 с распределением функций между Федеральным казначейством, Федеральной налоговой службой и Федеральной таможенной службой.
- Павленко Сергей Юрьевич, руководитель (19 марта 2004 г., № 383-р — 8 сентября 2012 г., № 1632-р)
- Седов Константин Вячеславович, руководитель (9 октября 2012 г., № 1883-р — умер 29 ноября 2012 г.)
- Смирнов Александр Васильевич, руководитель (28 января 2013 г., № 59-р — 14 мая 2016 г., № 913-р)
- Бриль Денис Валерьевич, председатель ликвидационной комиссии ведомства (назначен распоряжением Правительства РФ от 04.02.2016 г. № 153-р сроком до 1 декабря 2016 г.)

## Федеральная служба по финансовому мониторингу (Росфинмониторинг)
Указом Президента Российской Федерации от 9 марта 2004 г. № 314 Комитет Российской Федерации по финансовому мониторингу преобразован в Федеральную службу по финансовому мониторингу.
- Зубков Виктор Алексеевич, руководитель (16 марта 2004 г., № 367-р — 14 сентября 2007 г., № 1202-р)
- Марков Олег Александрович, руководитель (25 сентября 2007 г., № 1279-р — 16 мая 2008 г., № 693-р)
- Чиханчин Юрий Анатольевич, руководитель (с 22 мая 2008 г., № 725-р / 13 июня 2012 г., № 809*)

## Федеральное казначейство
Образовано Указом Президента Российской Федерации от 9 марта 2004 г. № 314.
- Нестеренко Татьяна Геннадьевна, руководитель (1 января 2005 г., № 1598-р от 12 декабря 2004 г. — 27 сентября 2007 г., № 1283-р)
- Артюхин Роман Евгеньевич, руководитель (с 3 октября 2007 г., № 1334-р)

## Федеральная служба государственной статистики (Росстат)
Указом Президента Российской Федерации от 9 марта 2004 г. № 314 Государственный комитет Российской Федерации по статистике преобразован в Федеральную службу государственной статистики.
- Соколин Владимир Леонидович, руководитель (12 марта 2004 г., № 338-р — 3 декабря 2009 г., № 1861-р)
- Суринов Александр Евгеньевич, руководитель (3 декабря 2009 г., № 1871-р — 24 декабря 2018 г., № 2916-р)
- Малков Павел Викторович, руководитель (24 декабря 2018 г., № 2917-р — 10 мая 2022 г., № 280*)
- Галкин Сергей Сергеевич, руководитель (с 11 мая 2022 г., № 1151-р)

## Федеральная таможенная служба
Указом Президента Российской Федерации от 9 марта 2004 г. № 314 Государственный таможенный комитет Российской Федерации преобразован в Федеральную таможенную службу.
- Жерихов Александр Егорович, руководитель (6 июля 2004 г., № 919-р — 12 мая 2006 г., № 682-р)
- Бельянинов Андрей Юрьевич, руководитель (12 мая 2006 г., № 683-р — 28 июля 2016 г., № 1603-р)
- Булавин Владимир Иванович, руководитель (28 июля 2016 г., № 1604-р — 10 февраля 2023 г., № 300-р)
- Давыдов Руслан Валентинович, временно исполняющий обязанности руководителя в соответствии с распоряжением Правительства РФ от 10 февраля 2023 г., № 301-р
- Пикалёв, Валерий Иванович, руководитель (с 14 мая 2024 г., № 1128-р)

## Федеральная служба по тарифам
Указом Президента Российской Федерации от 9 марта 2004 г. № 314 Федеральная энергетическая комиссия Российской Федерации преобразована в Федеральную службу по тарифам.
Упразднена Указом Президента Российской Федерации от 21 июля 2015 г. № 373 с передачей функций Федеральной антимонопольной службе.
- Новиков Сергей Геннадьевич, руководитель (15 марта 2004 г., № 365-р — 12 октября 2015 г., № 2038-р)

## Федеральное агентство по государственным резервам (Росрезерв)
Указом Президента Российской Федерации от 9 марта 2004 г. № 314 Российское агентство по государственным резервам преобразовано в Федеральное агентство по государственным резервам.
- Григорьев Александр Андреевич, руководитель (12 марта 2004 г., № 339-р — умер 10 декабря 2008 г.)
- Гасумясов Владислав Иванович, исполнял обязанности по распоряжению Правительства РФ от 29.12.2008 г. № 2009-р
- Евстратиков Борис Михайлович, руководитель (10 марта 2009 г., № 272-р — погиб в железнодорожной катастрофе 27 ноября 2009 г.)
- Гогин Дмитрий Юрьевич, руководитель (с 10 декабря 2009 г., № 1897-р)

## Федеральное агентство кадастра объектов недвижимости (Роснедвижимость)
Указом Президента Российской Федерации от 9 марта 2004 г. № 314 Федеральная служба земельного кадастра России преобразована в Федеральное агентство кадастра объектов недвижимости.
Указом Президента Российской Федерации от 25 декабря 2008 г. № 1847 с 1 марта 2009 г. присоединено к Федеральной службе государственной регистрации, кадастра и картографии.
- Мишустин Михаил Владимирович, руководитель (22 марта 2004 г., № 394-р — 18 декабря 2006 г., № 1763-р)
- Подобед Сергей Михайлович, руководитель (18 декабря 2006 г., № 1764-р — 28 января 2008 г., № 105*)
- Миронов Сергей Петрович, исполнял обязанности руководителя ведомства согласно приказу Минюста России от 29.01.2008 г. № 78-к
- Захаренко Андрей Николаевич, председатель ликвидационной комиссии ведомства (назначен распоряжением Правительства РФ от 31.03.2009 г. № 409-р, освобожден от должности с 1 сентября 2009 г. по распоряжению Правительства РФ от 22.07.2009 г. № 1016-р)

## Федеральное агентство по управлению государственным имуществом (Росимущество)
Образовано Указом Президента Российской Федерации от 9 марта 2004 г. № 314 как Федеральное агентство по управлению федеральным имуществом.
Указом Президента Российской Федерации от 12 мая 2008 г. № 724 преобразовано в Федеральное агентство по управлению государственным имуществом.
- Назаров Валерий Львович, руководитель (12 марта 2004 г., № 332-р — 12 мая 2008 г.[1])
- Петров Юрий Александрович, руководитель (26 мая 2008 г., № 738-р — 20 декабря 2011 г., № 2243-р)
- Никитин Глеб Сергеевич, исполнял обязанности по распоряжению Правительства РФ от 26.12.2011 г. № 2368-р
- Дергунова Ольга Константиновна, заместитель Министра экономического развития РФ — руководитель (29 июня 2012 г., № 1127-р — 12 апреля 2016 г., № 644-р)
- Пристансков Дмитрий Владимирович, заместитель Министра экономического развития РФ — руководитель (20 апреля 2016 г., № 732-р — 21 декабря 2018 г., № 2873-р)
- Яковенко Вадим Владимирович, руководитель (с 21 декабря 2018 г., № 2874-р)

## Федеральная антимонопольная служба
Образована Указом Президента Российской Федерации от 9 марта 2004 г. № 314.
- Артемьев Игорь Юрьевич, руководитель (10 марта 2004 г., № 329-р — 11 ноября 2020 г., № 2934-р)
- Шаскольский Максим Алексеевич (с 11 ноября 2020 г., № 2935-р)

## Федеральная служба по финансовым рынкам
Образована Указом Президента Российской Федерации от 9 марта 2004 г. № 314.
Упразднена Указом Президента Российской Федерации от 25 июля 2013 г. № 645.
- Вьюгин Олег Вячеславович, руководитель (23 марта 2004 г., № 400-р — 9 мая 2007 г., № 573-р)
- Миловидов Владимир Дмитриевич, руководитель (9 мая 2007 г., № 574-р — 11 апреля 2011 г., № 601-р)
- Панкин Дмитрий Владимирович, руководитель (11 апреля 2011 г., № 602-р — 13 сентября 2013 г., № 1645-р)

## Федеральная служба по надзору за соблюдением законодательства в сфере массовых коммуникаций и охране культурного наследия
Образована Указом Президента Российской Федерации от 20 мая 2004 г. № 649.
Указом Президента Российской Федерации от 12 марта 2007 г. № 320 Федеральная служба по надзору за соблюдением законодательства в сфере массовых коммуникаций и охране культурного наследия и Федеральная служба по надзору в сфере связи преобразованы в Федеральную службу по надзору в сфере массовых коммуникаций, связи и охраны культурного наследия.
- Боярсков Борис Антонович, руководитель (23 июня 2004 г., № 861-р — 22 марта 2007 г., № 323-р)

## Федеральное агентство геодезии и картографии (Роскартография)
Образовано Указом Президента Российской Федерации от 20 мая 2004 г. № 649.
Указом Президента Российской Федерации от 25 декабря 2008 г. № 1847 с 1 марта 2009 г. присоединено к Федеральной службе государственной регистрации, кадастра и картографии.
- Бородко Александр Викторович, руководитель (22 июня 2004 г., № 837-р — 14 декабря 2009 г., № 1942-р)

## Федеральное агентство по информационным технологиям
Образовано Указом Президента Российской Федерации от 20 мая 2004 г. № 649.
Упразднено Указом Президента Российской Федерации от 25 августа 2010 г. № 1060.
- Матюхин Владимир Георгиевич, руководитель (8 июня 2004 г., № 775-р — 26 января 2010 г., № 39-р)

## Федеральная служба по гидрометеорологии и мониторингу окружающей среды (Росгидромет)
Образована Указом Президента Российской Федерации от 20 мая 2004 г. № 649.
- Бедрицкий Александр Иванович, руководитель (25 мая 2004 г., № 705-р — 2 ноября 2009 г., № 1602-р)
- Фролов Александр Васильевич, исполнял обязанности согласно приказу Минприроды России от 11.11.2009 г. № 764-лс, руководитель (15 марта 2010 г., № 322-р — 5 сентября 2017 г., № 1918-р)
- Яковенко Максим Евгеньевич, руководитель (5 сентября 2017 г., № 1919-р — 2 октября 2019 г., № 2284-р)
- Шумаков Игорь Анатольевич, руководитель (с 9 октября 2019 г., № 2336-р)

## Федеральная служба по экологическому, технологическому и атомному надзору (Ростехнадзор)
Указом Президента Российской Федерации от 20 мая 2004 г. № 649 Федеральная служба по технологическому надзору и Федеральная служба по атомному надзору преобразованы в Федеральную службу по экологическому, технологическому и атомному надзору.
- Малышев Андрей Борисович, исполнял обязанности по распоряжению Правительства РФ от 02.07.2004 г. № 905-р
- Пуликовский Константин Борисович, руководитель (5 декабря 2005 г., № 2111-р — 2 сентября 2008 г., № 1279-р)
- Кутьин Николай Георгиевич, руководитель (20 сентября 2008 г., № 1378-р — 25 апреля 2013 г., № 694-р)
- Ферапонтов Алексей Викторович, исполнял обязанности по распоряжению Правительства РФ от 26.04.2013 г. № 695-р
- Алешин Алексей Владиславович, руководитель (13 января 2014 г., № 11-р — 30 марта 2021 г., № 783-р)
- Трембицкий Александр Вячеславович, руководитель (с 30 марта 2021 г., № 783-р)

## Федеральное медико-биологическое агентство
Образовано Указом Президента Российской Федерации от 11 октября 2004 г. № 1304.
- Уйба Владимир Викторович, руководитель (6 ноября 2004 г., № 1411-р — 22 января 2020 г., № 62-р)
- Скворцова Вероника Игоревна, руководитель (с 22 января 2020 г., № 63-р / 26 июня 2024 г., № 550*)

## Федеральное агентство по туризму (Ростуризм)
Образовано Указом Президента Российской Федерации от 18 ноября 2004 г. № 1453.
Упразднено Указом Президента Российской Федерации от 20 октября 2022 г. № 759.
- Стржалковский Владимир Игоревич, руководитель (19 ноября 2004 г., № 1496-р — 4 августа 2008 г., № 1122-р)
- Ярочкин Анатолий Иванович, руководитель (12 августа 2008 г., № 1144-р — умер 25 апреля 2011 г.)
- Радьков Александр Васильевич, исполнял обязанности согласно приказу Минспорттуризма РФ от 26.04.2011 г. № 352, руководитель (20 июня 2011 г., № 1044-р — 5 мая 2014 г., № 750-р)
- Сафонов Олег Петрович, исполнял обязанности по распоряжению Правительства РФ от 10.05.2014 г. № 784-р, руководитель (15 января 2015 г., № 26-р — 5 февраля 2019 г., № 148-р)
- Догузова Зарина Валерьевна, руководитель (7 февраля 2019 г., № 164-р — 21 ноября 2022 г., № 3543-р)

## Федеральное агентство по управлению особыми экономическими зонами (РосОЭЗ)
Образовано Указом Президента Российской Федерации от 22 июля 2005 г. № 855.
Упразднено Указом Президента Российской Федерации от 5 октября 2009 г. № 1107.
- Жданов Юрий Николаевич, руководитель (28 июля 2005 г., № 1048-р — 11 сентября 2006 г., № 1266-р)
- Мишустин Михаил Владимирович, руководитель (18 декабря 2006 г., № 1763-р — 29 февраля 2008 г., № 247-р)
- Алпатов Андрей Алексеевич, руководитель (29 февраля 2008 г., № 248-р — 1 декабря 2009 г., № 1839-р[9]

## Федеральная аэронавигационная служба (Росаэронавигация)
Образована Указом Президента Российской Федерации от 5 сентября 2005 г. № 1049.
Упразднена Указом Президента Российской Федерации от 11 сентября 2009 г. № 1033.
- Нерадько Александр Васильевич, руководитель (4 октября 2005 г., № 1561-р — 1 декабря 2009 г., № 1835-р[9])

## Федеральное агентство по высокотехнологичной медицинской помощи
Образовано Указом Президента Российской Федерации от 30 июня 2006 г. № 658.
Упразднено Указом Президента Российской Федерации от 12 мая 2008 г. № 724.
- Дедов Иван Иванович, руководитель (11 октября 2006 г., № 1419-р — 26 мая 2008 г., № 742-р)

## Федеральное агентство по поставкам вооружения, военной, специальной техники и материальных средств (Рособоронпоставка)
Образовано Указом Президента Российской Федерации от 5 февраля 2007 г. № 119.
Упразднено Указом Президента Российской Федерации от 8 сентября 2014 г. № 613.
- Денисов Александр Владимирович, руководитель (22 марта 2007 г., № 327-р — 12 мая 2008 г., № 684-р)
- Черкесов Виктор Васильевич, руководитель (12 мая 2008 г., № 685-р — 13 июня 2010 г., № 704*)
- Синикова Надежда Валентиновна, руководитель (13 июня 2010 г., № 705* — 31 декабря 2014 г.[1])
- Попов Дмитрий Викторович, председатель ликвидационной комиссии (назначен распоряжением Правительства РФ от 24.12.2014 г. № 2675-р, освобожден от должности с 1 апреля 2015 г.)

## Федеральная служба по надзору в сфере массовых коммуникаций, связи и охраны культурного наследия (Россвязьохранкультура)
Указом Президента Российской Федерации от 12 марта 2007 г. № 320 Федеральная служба по надзору за соблюдением законодательства в сфере массовых коммуникаций и охране культурного наследия и Федеральная служба по надзору в сфере связи преобразованы в Федеральную службу по надзору в сфере массовых коммуникаций, связи и охраны культурного наследия.
Указом Президента Российской Федерации от 12 мая 2008 г. № 724 преобразована в Федеральную службу по надзору в сфере связи и массовых коммуникаций и Федеральную службу по надзору за соблюдением законодательства в области охраны культурного наследия.
- Боярсков Борис Антонович, руководитель (22 марта 2007 г., № 323-р — 2 июня 2008 г., № 785-р)

## Государственный комитет Российской Федерации по делам молодёжи (Госкоммолодёжи)
Образован Указом Президента Российской Федерации от 24 сентября 2007 г. № 1274.
Указом Президента Российской Федерации от 12 мая 2008 г. № 724 преобразован в Федеральное агентство по делам молодежи.
- Якеменко Василий Григорьевич, руководитель (8 октября 2007 г., № 1376-р — 6 июля 2008 г., № 971-р)

## Государственный комитет Российской Федерации по рыболовству (Госкомрыболовство)
Указом Президента Российской Федерации от 24 сентября 2007 г. № 1274 Федеральное агентство по рыболовству преобразовано в Государственный комитет Российской Федерации по рыболовству.
Указом Президента Российской Федерации от 12 мая 2008 г. № 724 Государственный комитет Российской Федерации по рыболовству преобразован в Федеральное агентство по рыболовству.
- Крайний Андрей Анатольевич, руководитель (8 октября 2007 г., № 1375-р — 12 июня 2008 г., № 842-р)

## Федеральное агентство по обустройству государственной границы Российской Федерации (Росграница)
Образовано Указом Президента Российской Федерации от 11 октября 2007 г. № 1359.
Упразднено Указом Президента Российской Федерации от 2 февраля 2016 г. № 40 с передачей функций Министерству транспорта Российской Федерации.
- Засыпкин Андрей Владимирович, руководитель (22 октября 2007 г., № 1466-р — 22 мая 2008 г., № 736-р)
- Ельцов Виктор Николаевич, исполнял обязанности по распоряжению Правительства РФ от 14.07.2008 г. № 987-р
- Безделов Дмитрий Александрович, руководитель (5 августа 2008 г., № 1121-р — 21 октября 2013 г., № 1925-р)
- Мальцев Юрий Алексеевич, исполнял обязанности по распоряжению Правительства РФ от 21.10.2013 г. № 1926-р
- Бусыгин Константин Дмитриевич, руководитель (21 апреля 2014 г., № 638-р — 7 марта 2016 г., № 399-р)

## Федеральное агентство по делам Содружества Независимых Государств, соотечественников, проживающих за рубежом, и по международному гуманитарному сотрудничеству (Россотрудничество)
Образовано Указом Президента Российской Федерации от 12 мая 2008 г. № 724 как Федеральное агентство по делам Содружества Независимых Государств.
Указом Президента Российской Федерации от 6 сентября 2008 г. № 1315 переименовано в Федеральное агентство по делам Содружества Независимых Государств, соотечественников, проживающих за рубежом, и по международному гуманитарному сотрудничеству.
- Мухаметшин Фарит Мубаракшевич, руководитель (17 октября 2008 г., № 1488* — 5 марта 2012 г., № 277*)
- Косачев Константин Иосифович, руководитель (5 марта 2012 г., № 278* — 22 декабря 2014 г., № 836*)
- Глебова Любовь Николаевна, руководитель (23 марта 2015 г., № 148* — 26 сентября 2017 г., № 440*)
- Митрофанова Элеонора Валентиновна, руководитель (19 декабря 2017 г., № 604* — 25 июня 2020 г., № 415*)
- Примаков Евгений Александрович, руководитель (с 25 июня 2020 г., № 416*)

## Федеральная служба по надзору в сфере связи, информационных технологий и массовых коммуникаций (Роскомнадзор)
Указом Президента Российской Федерации от 12 мая 2008 г. № 724 Федеральная служба по надзору в сфере массовых коммуникаций, связи и охраны культурного наследия преобразована в Федеральную службу по надзору в сфере связи и массовых коммуникаций и Федеральную службу по надзору за соблюдением законодательства в области охраны культурного наследия.
Указом Президента Российской Федерации от 3 декабря 2008 г. № 1715 Федеральную службу по надзору в сфере связи и массовых коммуникаций преобразована в Федеральную службу по надзору в сфере связи, информационных технологий и массовых коммуникаций.
- Боярсков Борис Антонович, руководитель (2 июня 2008 г., № 785-р — 17 марта 2009 г., № 319-р)
- Ситников Сергей Константинович, руководитель (8 декабря 2008 г., № 1822-р — 13 апреля 2012 г., № 444-р)
- Иванов Олег Анатольевич, исполнял обязанности по распоряжению Правительства РФ от 13.04.2012 г. № 445-р
- Жаров Александр Александрович, руководитель (3 мая 2012 г., № 702-р — 23 марта 2020 г., № 712-р)
- Липов Андрей Юрьевич, руководитель (с 29 марта 2020 г., № 778-р)

## Федеральная служба по надзору за соблюдением законодательства в области охраны культурного наследия (Росохранкультура)
Указом Президента Российской Федерации от 12 мая 2008 г. № 724 Федеральная служба по надзору в сфере массовых коммуникаций, связи и охраны культурного наследия преобразована в Федеральную службу по надзору за соблюдением законодательства в области охраны культурного наследия и Федеральную службу по надзору в сфере связи и массовых коммуникаций.
Упразднена Указом Президента Российской Федерации от 8 февраля 2011 г. № 155.
- Кибовский Александр Владимирович, руководитель (6 июня 2008 г., № 816-р — 12 ноября 2010 г., № 1964-р)
- Петраков Виктор Васильевич, исполнял обязанности согласно приказу Минкульта РФ от 13.11.2010 г. № 408-ок, председатель ликвидационной комиссии (назначен распоряжением Правительства РФ от 15.04.2011 г. № 657-р, освобожден от должности 1 декабря 2011 г. по распоряжению Правительства РФ от 03.11.2011 г. № 1923-р).

## Федеральное агентство по делам молодёжи (Росмолодёжь)
Указом Президента Российской Федерации от 12 мая 2008 г. № 724 Государственный комитет Российской Федерации по делам молодежи преобразован в Федеральное агентство по делам молодежи.
- Якеменко Василий Григорьевич, руководитель (6 июля 2008 г., № 971-р — 9 июня 2012 г., № 941-р)
- Белоконев Сергей Юрьевич, руководитель (26 июня 2012 г., № 1082-р — 13 марта 2014 г., № 356-р)
- Поспелов Сергей Валерьевич, руководитель (13 марта 2014 г., № 357-р — 7 октября 2016 г., № 2109-р)
- Паламарчук Алексей Григорьевич, исполнял обязанности руководителя по распоряжению Правительства РФ от 10.10.2016 г. № 2129-р
- Бугаев Александр Вячеславович, руководитель (20 марта 2017 г., № 503-р — 17 мая 2021 г., № 1267-р)
- Разуваева Ксения Денисовна, руководитель (17 мая 2021 г., № 1268-р — 14 августа 2024 г., № 2174-р)
- Аширов Денис Валерьевич, врио руководителя согласно распоряжению Правительства РФ от 14.08.2024 г., № 2175-р
- Гуров, Григорий Александрович, руководитель (с 14 сентября 2024 г., № 2534-р)

## Федеральная служба по контролю за алкогольным и табачным рынками (Росалкогольтабакконтроль)
Образована Указом Президента Российской Федерации от 31 декабря 2008 г. № 1883 как Федеральная служба по регулированию алкогольного рынка.
Указом Президента Российской Федерации от 8 августа 2023 г. № 587 переименована в Федеральную службу по контролю за алкогольным и табачным рынками.
- Чуян Игорь Петрович, руководитель (19 января 2009 г., № 31-р — 11 июля 2018 г., № 1420-р)
- Алешин Игорь Олегович, руководитель (с 11 июля 2018 г., № 1421-р)

## Федеральная служба по аккредитации (Росаккредитация)
Образована Указом Президента Российской Федерации от 24 января 2011 г. № 86.
- Шипов Савва Витальевич, руководитель (17 ноября 2011 г., № 2038-р — 10 июня 2016 г., № 1184-р)
- Херсонцев Алексей Игоревич, заместитель Министра экономического развития РФ — руководитель (10 июня 2016 г., № 1185-р — 9 марта 2020 г., № 571-р)
- Скрыпник Назарий Викторович, руководитель (7 апреля 2020 г., № 914-р — 7 июля 2025 г., № 1830-р)
- Вольвач Дмитрий Валерьевич, руководитель (с 7 июля 2025 г., № 1831-р)

## Федеральное агентство научных организаций
Образовано Указом Президента Российской Федерации от 27 сентября 2013 г. № 735.
Упразднено Указом Президента Российской Федерации от 15 мая 2018 г. № 215.
- Котюков Михаил Михайлович, руководитель (24 октября 2013 г., № 1937-р — 21 мая 2018 г., № 940-р)

## Федеральное агентство по делам национальностей
Образовано Указом Президента Российской Федерации от 31 марта 2015 г. № 168.
- Баринов Игорь Вячеславович, руководитель (с 2 апреля 2015 г., № 566-р)

## Федеральная служба войск национальной гвардии Российской Федерации (Росгвардия)
Образована Указом Президента Российской Федерации от 5 апреля 2016 г. № 157.
- Золотов Виктор Васильевич, директор Федеральной службы — главнокомандующий войсками национальной гвардии РФ (с 5 апреля 2016 г., № 158* / 14 мая 2024 г., № 387*)

## Федеральная пробирная палата
Образована Указом Президента Российской Федерации от 28 октября 2019 г. № 529.
- Зубарев Юрий Иванович, руководитель (с 2 марта 2020 г., № 494-р)